# 安妮·费尔姆
安妮·费尔姆（瑞典語：Anne Ferm，1969年8月26日—），瑞典女子冰球运动员，场上位置是前锋。她曾代表瑞典国家队参加1998年冬季奥林匹克运动会冰球比赛，获得第5名。